# Train Jules Verne
Pour les articles homonymes, voir Jules Verne (homonymie).
Le Train Jules Verne est une locomotive à vapeur volante « spatio-temporelle » de science-fiction (machine à voyager dans le temps) du film Retour vers le futur 3, d'Universal Pictures, de 1990.

## Histoire
Cette locomotive à vapeur est modifiée en machine à voyager dans le temps volante par le docteur-inventeur Emmett Brown. 

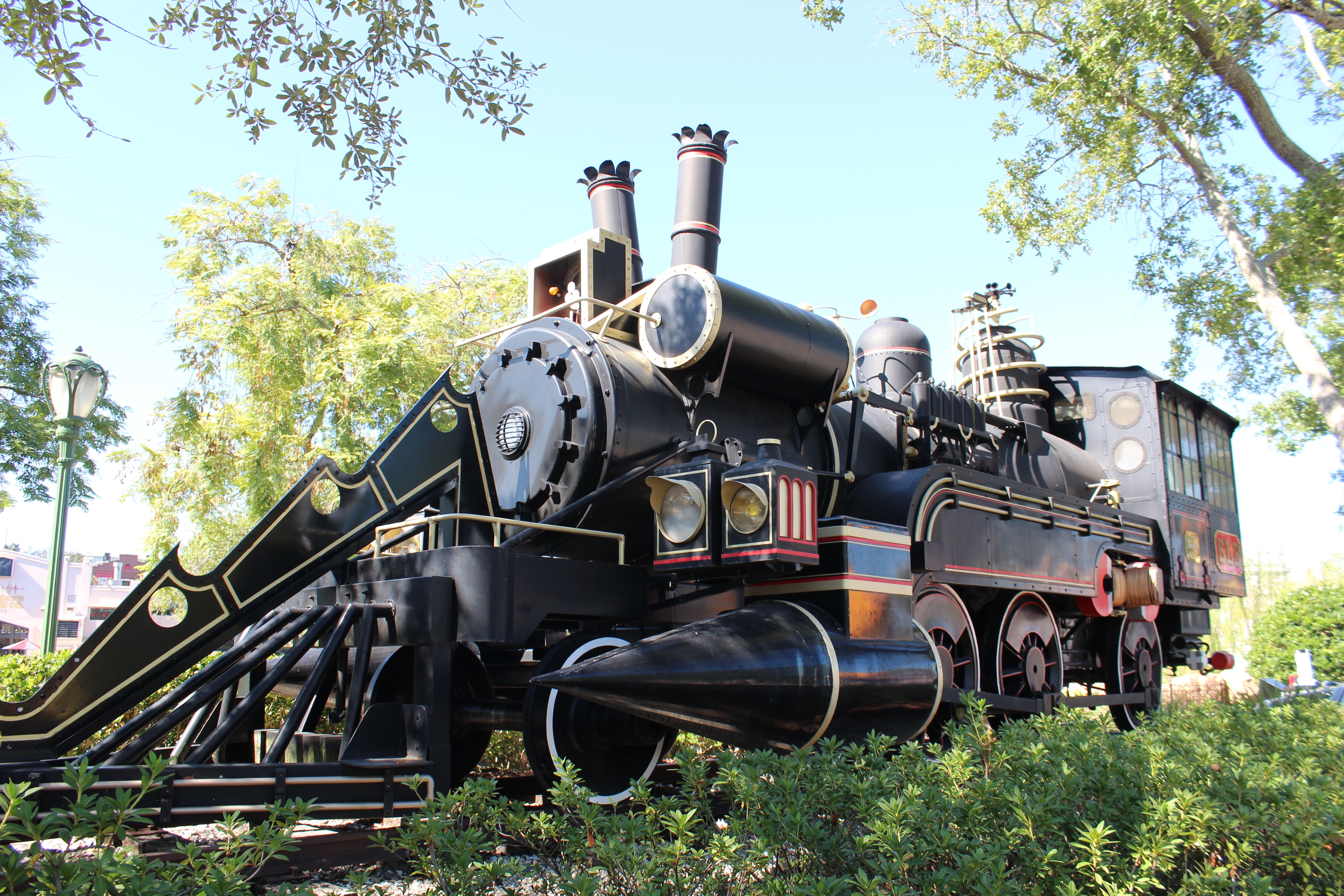
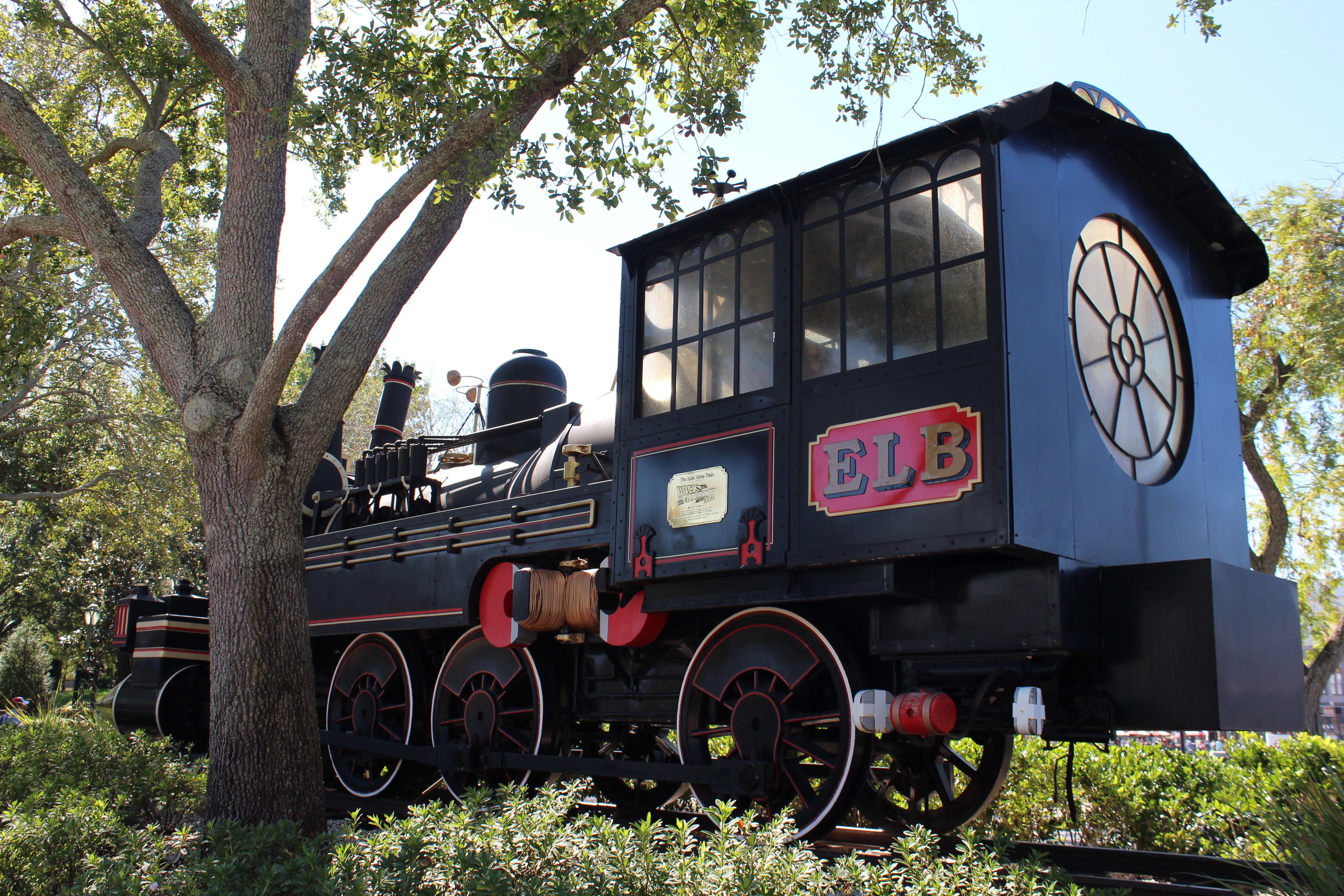

Elle est inspirée et adaptée de sa précédente DeLorean DMC-12 à convecteur temporel (inspiré des théories d'Albert Einstein sur la conversion « Espace-Temps-Matière-Energie ») et de l'œuvre  du XIXe siècle du romancier-futurologue Jules Verne,,,. 
Elle est nommée du nom des deux enfants Jules et Verne d'Emmett Brown et de son épouse Clara Clayton (d'après Jules Verne), qui l'utilise pour voyager dans le temps, dans le film Retour vers le futur 3 de 1990, de la trilogie Retour vers le futur. 

## Cinéma
- 1990 : Retour vers le futur 3, de Robert Zemeckis, à la fin du film.